# 豪斯湖
77°42′S 161°24′E / 77.700°S 161.400°E
豪斯湖（Lake House），是南極洲的湖泊，位於維多利亞地，處於弗里斯山以北，由威靈頓維多利亞大學的探險隊以化學家命名，現時由南極條約體系管理。